# بلریم ژمایلی
بلریم ژمایلی (آلبانیایی: Blerim Xhemaili؛ زاده ۱۲ آوریل ۱۹۸۶) بازیکن فوتبال اهل سوئیس است.
وی همچنین در تیم ملی فوتبال سوئیس بازی کرده‌است.